# Korisliiga 2018-2019
La Korisliiga 2018-2019 è stata la 79ª edizione del massimo campionato finlandese di pallacanestro maschile. La vittoria finale è stata ad appannaggio del Kauhajoen Karhu.

## Risultati

### Stagione regolare
|     | Squadra           | G  | V  | P  | PF   | PS   | Pt. | Qualificazione                     |
| --- | ----------------- | -- | -- | -- | ---- | ---- | --- | ---------------------------------- |
| 1.  | Vilpas Vikings    | 40 | 33 | 7  | 3795 | 3442 | 66  | playoff                            |
| 2.  | Kauhajoen Karhu   | 40 | 28 | 12 | 3513 | 3215 | 56  | playoff                            |
| 3.  | Tampereen Pyrintö | 40 | 24 | 16 | 3574 | 3331 | 48  | playoff                            |
| 4.  | Joensuun Kataja   | 40 | 24 | 16 | 3532 | 3371 | 48  | playoff                            |
| 5.  | KTP-Basket        | 40 | 23 | 17 | 3495 | 3410 | 46  | playoff                            |
| 6.  | Kouvot Kouvola    | 40 | 19 | 21 | 3462 | 3391 | 38  | playoff                            |
| 7.  | Helsinki Seagulls | 40 | 18 | 22 | 3387 | 3393 | 36  | playoff                            |
| 8.  | Nokia             | 40 | 17 | 23 | 3400 | 3539 | 34  | playoff                            |
| 9.  | UU-Korihait       | 40 | 16 | 24 | 3434 | 3602 | 32  |                                    |
| 10. | Kobrat            | 40 | 9  | 31 | 3309 | 3707 | 18  |                                    |
| 11. | Ura               | 40 | 9  | 31 | 3180 | 3680 | 18  | spareggio retrocessione/promozione |

## Playoff
Gli accoppiamenti sono stati risorteggiati dopo il primo turnod ei play-off.
|  | Quarti di finale | Quarti di finale  | Quarti di finale |                 |                   | Semifinali      | Semifinali | Semifinali |  |  | Finali | Finali         | Finali |
|  |                  |                   |                  |                 |                   |                 |            |            |  |  |        |                |        |
|  | 1.               | Vilpas Vikings    | 3                |                 |                   |                 |            |            |  |  |        |                |        |
|  | 8.               | Nokia             | 0                |                 |                   |                 |            |            |  |  |        |                |        |
|  | 8.               | Nokia             | 0                |                 | 1.                | Vilpas Vikings  | 3          |            |  |  |        |                |        |
|  |                  |                   |                  |                 | 1.                | Vilpas Vikings  | 3          |            |  |  |        |                |        |
|  |                  | 6.                | Kouvot Kouvola   | 4               |                   |                 |            |            |  |  |        |                |        |
|  | 4.               | 6.                | Kouvot Kouvola   | 4               | Joensuun Kataja   | 1               |            |            |  |  |        |                |        |
|  | 4.               |                   |                  |                 | Joensuun Kataja   | 1               |            |            |  |  |        |                |        |
|  | 5.               | KTP-Basket        | 3                |                 |                   |                 |            |            |  |  |        |                |        |
|  |                  |                   |                  |                 |                   |                 |            |            |  |  | 6.     | Kouvot Kouvola | 1      |
|  |                  |                   | 2.               | Kauhajoen Karhu | 4                 |                 |            |            |  |  |        |                |        |
|  | 2.               | Kauhajoen Karhu   | 3                |                 |                   |                 |            |            |  |  |        |                |        |
|  | 7.               | Helsinki Seagulls | 0                |                 |                   |                 |            |            |  |  |        |                |        |
|  | 7.               | Helsinki Seagulls | 0                |                 | 2.                | Kauhajoen Karhu | 4          |            |  |  |        |                |        |
|  |                  |                   |                  |                 | 2.                | Kauhajoen Karhu | 4          |            |  |  |        |                |        |
|  |                  | 5.                | KTP-Basket       | 0               |                   |                 |            |            |  |  |        |                |        |
|  | 3.               | 5.                | KTP-Basket       | 0               | Tampereen Pyrintö | 0               |            |            |  |  |        |                |        |
|  | 3.               |                   |                  |                 | Tampereen Pyrintö | 0               |            |            |  |  |        |                |        |
|  | 6.               | Kouvot Kouvola    | 3                |                 |                   |                 |            |            |  |  |        |                |        |

| Korisliiga 2018-2019      |
| ------------------------- |
| Kauhajoen Karhu 2º titolo |

## Spareggio retrocessione/promozione
| Squadra 1  | Totale | Squadra 2     | Gara 1 | Gara 2 | Gara 3 |
| ---------- | ------ | ------------- | ------ | ------ | ------ |
| Ura Basket | 2-0    | LoKoKo Bisons | 126-79 | 90-80  | -      |

## Formazione vincitrice
|    | Naz.                            | Ruolo | Sportivo         | Anno | Alt. | Peso |  |
| -- | ------------------------------- | ----- | ---------------- | ---- | ---- | ---- |  |
| 1  | Stati Uniti (bandiera)          | G     | Cameron Jones    | 1989 | 193  | 84   |  |
| 4  | Stati Uniti (bandiera)          | AP    | René Rougeau     | 1986 | 198  | 98   |  |
| 5  | Stati Uniti (bandiera)          | AG    | Chris McKnight   | 1987 | 201  | 102  |  |
| 6  | Finlandia (bandiera)            | GA    | Antti Niskanen   | 1986 | 188  | 83   |  |
| 10 | Bosnia ed Erzegovina (bandiera) | PG    | Bojan Šarčević   | 1988 | 190  | 85   |  |
| 11 | Finlandia (bandiera)            | C     | Mikael Laihonen  | 1994 | 202  | 109  |  |
| 12 | Stati Uniti (bandiera)          | A     | Marvin Singleton | 1993 | 198  | 108  |  |
| 14 | Finlandia (bandiera)            | G     | Okko Järvi       | 1996 | 193  | 93   |  |
| 20 | Finlandia (bandiera)            | PG    | Eero Innamaa     | 1998 | 188  | 88   |  |
| 23 | Finlandia (bandiera)            | A     | Joona Hakamaa    | 2001 | 197  | 75   |  |
| 30 | Finlandia (bandiera)            | GA    | Jussi Myllyniemi | 2000 | 187  | 73   |  |
| 44 | Stati Uniti (bandiera)          | C     | Greg Mangano     | 1989 | 208  | 109  |  |
|    | Finlandia (bandiera)            | ALL   | Jussi Laakso     |      |      |      |  |